# 克魯塞羅區
克魯塞羅區（西班牙語：Distrito de Crucero），是秘魯的一個區，位於該國東南部普諾大區的卡拉瓦亞省，面積836.37平方公里，海拔高度4,124米，2005年人口8,761，人口密度每平方公里10人。